# برایان فوگل
برایان فوگل (انگلیسی: Bryan Fogel؛ زادهٔ تاریخ ورودی نامعتبر است) کارگردان فیلم، فیلم‌نامه‌نویس و تهیه‌کننده فیلم اهل ایالات متحده آمریکا است. فیلم او ایکاروس (۲۰۱۷) در نودمین دوره جوایز اسکار نامزد جایزه اسکار بهترین فیلم مستند شده است.
از فیلم‌ها یا برنامه‌های تلویزیونی که وی در آن نقش داشته‌است می‌توان به مسابقه تا کوه جادوگران اشاره کرد.